# Tschagra
Die Tschagra (russisch Чагра) ist ein linker Nebenfluss der Wolga in den russischen Oblasten Samara und Saratow. 
Die Tschagra entspringt südlich von Alexejewka im Höhenzug Kamenny Syrt in der Oblast Samara. Sie fließt in überwiegend westlicher Richtung, passiert das Verwaltungszentrum Chworostjanka und mündet schließlich am östlichen Ufer des Saratower Stausees in diesen. Die Tschagra hat eine Länge von 251 km. Sie entwässert ein Areal von 3440 km². Der mittlere Abfluss 78 km oberhalb der Mündung beträgt 3,5 m³/s. Die Tschagra wird hauptsächlich von der Schneeschmelze gespeist. Im April führt sie regelmäßig Hochwasser. In den Sommermonaten fällt der Oberlauf der Tschagra häufig trocken. Zwischen November und Anfang Dezember gefriert die Wasseroberfläche der Tschagra. Im April ist der Fluss wieder eisfrei.